# نهمین جشنواره بین‌المللی فیلم برلین
نهمین  دوره جشنواره بین‌المللی فیلم برلین ۲۶ ژوئن تا ۷ ژوئیه ۱۹۵۹ ادامه پیدا کرد. که در نهایت فیلم پسرعموها برنده خرس طلایی شد.

## بخش رقابتی

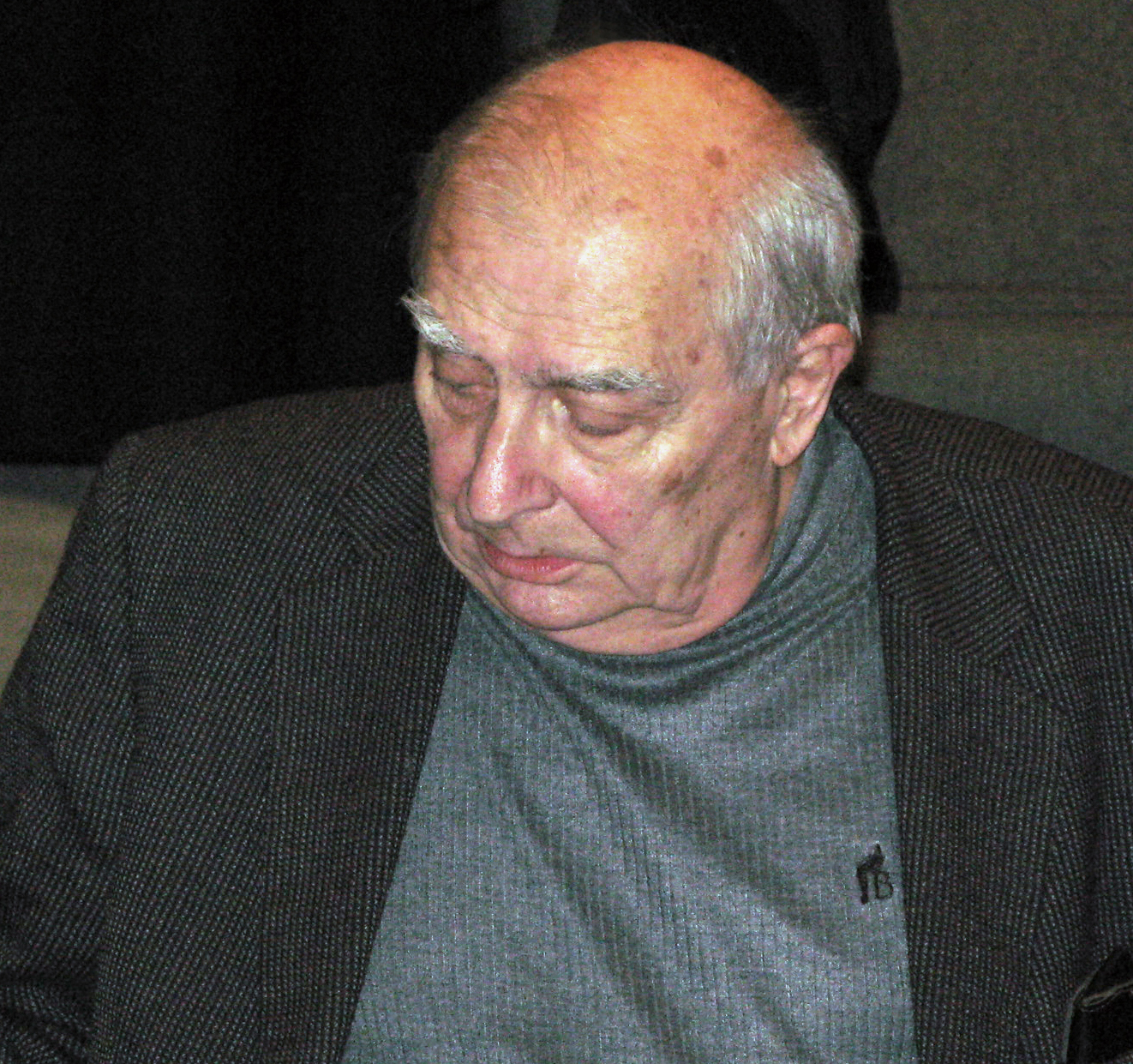
پسرعموها، برنده بهترین فیلم برای کلود شابرول

| عنوان انگلیسی                  | عنوان اصلی                   | کارگردان(ها)                 | کشور تولید کننده |
| ------------------------------ | ---------------------------- | ---------------------------- | ---------------- |
|                                | Archimède le clochard        | ژیل گرینجر                   | فرانسه           |
| بپرسید از همه دختر ها          | Ask Any Girl                 | چارلز والترز                 | آمریکا           |
| هفتگی                          | Αστέρω                       | دینوس دیموپولوس              | یونان            |
| سکوت بقیه                      | Der Rest ist Schweigen       | هلموت کاتنر                  | آلمان            |
| ده تفنگ آماده                  | Diez fusiles esperan         | خوزه لوئیس سائنز دو هردیا    | اسپانیا          |
| روستایی در رودخانه             | Dorp aan de rivier           | فونس رادماکرس                | هلند             |
| فراتر از تمام محدودیت ها       | Flor de mayo                 | روبرتو جاوالدون              | مکزیک            |
| خورشید برهنه                   | Hadaka no taiyo              | Miyoji Ieki                  | ژاپن             |
| حسن و نعیما                    | Hassan wa Nayima             | هنری برکات                   | مصر              |
| استاد و شاگردان خود            | Herren og hans tjenere       | آرنه اسکوئن                  | نروژ             |
| صفحه اصلی قهرمان               | Home Is the Hero             | فیلدر کوک                    | آمریکا           |
|                                | Jonggak                      | جو -نام یانگ                 | کره جنوبی        |
| دژ پنهان                       | Kakushi-toride no san-akunin | آکیرا کوروساوا               | ژاپن             |
| کالسکه شبح (فیلم ۱۹۵۸)         | Körkarlen                    | ارنه ماتسون                  | سوئد             |
|                                | La caída                     | لئوپولدو تره نیلسون          | آرژانتین         |
|                                | پسرعموه                      | کلود شابرول                  | فرانسه           |
| ستاره در ظهر                   | Les étoiles de midi          | Jacques Ertaud, Marcel Ichac | فرانسه           |
| Wolves of the Deep             | Lupi nell'abisso             | Silvio Amadio                | آلمان            |
| سه دوست دارد در ریو            | Meus Amores no Rio           | کارلوس اوگو کریستنسن         | برزیل - آرژانتین |
|                                | Panoptikum 59                | والتر کلم                    | اتریش            |
| The Poet and the Little Mother | Poeten og Lillemor           | Erik Balling                 | دانمارک          |
|                                | Sagar Sangamey               | Debaki Bose                  | هند              |
| Sven Tuuva the Hero            | Sven Tuuva                   | ادوین لین                    | فنلاند           |
| طلسم شکسته                     | Telesme schekasté            | سیامک یاسمی                  | ایران            |
| اون جور زن                     | That Kind of Woman           | سیدنی لومت                   | آمریکا           |
| چهار مرد از جان گذشته          | The Siege of Pinchgut        | هری وات                      | بریتانیا         |
| خلیج ببر                       | Tiger Bay                    | جی. لی تامپسون               | بریتانیا         |
| شکست ویکتور                    | Un uomo facile               | Paolo Heusch                 | ایتالیا          |
| و صبح روز دوشنبه               | Und das am Montagmorgen      | لوئیجی کومنچینی              | ایتالیا          |

## برندگان
| جایزه                             | به خاطر فیلم | برنده                  |
| --------------------------------- | ------------ | ---------------------- |
| خرس طلایی                         | پسرعموها     | کلود شابرول            |
| خرس نقره‌ای برای بهترین کارگردان   | دژ پنهان     | آکیرا کوروساوا         |
| خرس نقره‌ای برای بهترین بازیگر زن  | شرلی مک‌لین   | بپرسید از همه دختر ها  |
| خرس نقره‌ای برای بهترین بازیگر مرد | ژان گابن     | ارشمیدس با پا لگد کردن |